# World Marathon Majors
Il World Marathon Majors, denominato Abbott World Marathon Majors (AWMM) per motivi di sponsorizzazione, è una competizione per maratoneti iniziata nel 2006.
Si tratta di un campionato a punti che comprende sei gare di maratone cittadine riconosciute come le più importanti del calendario; la serie include gare annuali per le città di Tokyo (a partire dal 2013), Boston, Londra, Berlino, Chicago e New York (tranne il 2012). Inoltre il campionato include i migliori tempi effettuati durante la maratona dei campionati del mondo di atletica leggera (disputata con cadenza biennale negli anni dispari) e dei Giochi olimpici (disputata con cadenza quadriennale negli anni pari).

## Storia
Ogni AWMM si svolge nel corso di due anni; in genere, il secondo anno della competizione si svolge in sovrapposizione all'inizio del primo anno della successiva competizione, tant'è che, a partire dal 2015, ogni campionato è iniziato in una città prestabilita e si è concluso con l'inizio del nuovo campionato nella stessa città. Infatti, la nona edizione che iniziò nel febbraio del 2015 alla Maratona di Tokyo, si concluse nel febbraio 2016 nella Maratona di Tokyo. La decima edizione iniziò alla Maratona di Boston 2016 e si concluse con l'inizio della Maratona di Boston 2017.
L'undicesima edizione iniziò alla Maratona di Londra del 2017 e si concluse durante la Maratona di Londra 2018.
Iniziò ad essere sponsorizzata da Abbott nel 2015. Il 26 aprile del 2017, una delle principali compagnie private cinesi, la Dalian Wanda Group Co. annunciò una partnership decennale finalizzata allo sviluppo e crescita degli eventi di maratona in tutto il mondo.
Dalla decima edizione svoltasi a Boston nel 2016, si aggiunsero le gare in sedia a rotella sia per la categoria maschile che femminile.
Al termine delle prime dieci edizione delle Major, il leader della categoria sia maschile che femminile vinse un premio pari a un totale di un milione di dollari, circa 500 000$ ciascuno.
A partire dall'undicesima edizione il budget del premio venne ritoccato e divenne pari a 250.000 dollari per il primo posto, 50.000 dollari per il secondo posto e 25.000 dollari per il terzo.
Per quanto concerne la categoria degli atleti diversamente abili il premio ammonta a: 50 000$ per il primo posto, 25 000$ per il secondo e 10 000$ per il terzo.

## Sistema di punteggio
Gli atleti che competevano in origine ricevevano punti per le prime cinque posizioni della classifica (1º posto: 25 punti; 2º posto: 15 punti; 3º posto: 10 punti; 4º posto: 5 punti; 5º posto: 1 punto). Venivano contati i loro 4 migliori piazzamenti del biennio; se un atleta ha completato più gare, venivano conteggiate le 4 migliori. Per essere eleggibile per il jackpot, un atleta deve aver completato almeno una gara di qualificazione in ogni anno di calendario delle serie. 
Nel 2015, il punteggio è stato rivisto (1º posto: 25 punti; 2º posto: 16 punti; 3º posto: 9 punti; 4º posto: 4 punti; 5º posto: 1 punto). Si conteggiano i 2 migliori piazzamenti durante il periodo valido, con solo i migliori due se ne vengono effettuati di più.
Per le prime tre edizioni delle serie, in caso di parità di punteggio alla fine della gara, i tie-break erano un testa a testa e, se necessario, la maggioranza della votazione dei cinque direttori di gara della Major, come successo nella competizione femminile del 2007-08.
A partire dalla stagione 2009/2010, dopo il risultato di testa a testa, sono stati implementati in ordine decrescente i tie-breaker: chi ha ottenuto i punti in gare più scarse durante il periodo, chi ha vinto le gare più impegnative durante il periodo, chi ha il tempo medio più veloce nelle fare a punteggio e chi ha la maggioranza dei voti dei sei direttori di gara. Se alla fine le circostanze sono necessarie, i direttori possono assegnare il titolo in parità.

## Maratone per anno
Di seguito le maratone che hanno fatto parte del calendario del World Marathon Majors anno per anno:
| Anno | Tokyo       | Boston    | Londra    | Berlino      | Chicago     | New York                   |  | Mondiali                        | Giochi olimpici                        |
| ---- | ----------- | --------- | --------- | ------------ | ----------- | -------------------------- |  | ------------------------------- | -------------------------------------- |
| 2006 | Non svolta  | 17 aprile | 23 aprile | 24 settembre | 22 ottobre  | 5 novembre                 |  | Non svolta                      | Non svolta                             |
| 2007 | Non inclusa | 16 aprile | 22 aprile | 30 settembre | 7 ottobre   | 4 novembre                 |  | 25 agosto / 2 settembre (Osaka) | Non svolta                             |
| 2008 | Non inclusa | 21 aprile | 13 aprile | 28 settembre | 12 ottobre  | 2 novembre                 |  | Non svolta                      | 24 agosto / 17 agosto (Pechino)        |
| 2009 | Non inclusa | 20 aprile | 26 aprile | 20 settembre | 11 ottobre  | 1º novembre                |  | 22 agosto / 23 agosto (Berlino) | Non svolta                             |
| 2010 | Non inclusa | 19 aprile | 25 aprile | 26 settembre | 10 ottobre  | 7 novembre                 |  | Non svolta                      | Non svolta                             |
| 2011 | Non inclusa | 18 aprile | 17 aprile | 25 settembre | 9 ottobre   | 6 novembre                 |  | 4 settembre / 27 agosto (Taegu) | Non svolta                             |
| 2012 | Non inclusa | 16 aprile | 22 aprile | 30 settembre | 7 ottobre   | Cancellata (Uragano Sandy) |  | Non svolta                      | 12 agosto / 5 agosto (Londra)          |
| 2013 | 24 febbraio | 15 aprile | 21 aprile | 29 settembre | 13 ottobre  | 3 novembre                 |  | 17 agosto / 10 agosto (Mosca)   | Non svolta                             |
| 2014 | 23 febbraio | 21 aprile | 13 aprile | 28 settembre | 12 ottobre  | 2 novembre                 |  | Non svolta                      | Non svolta                             |
| 2015 | 22 febbraio | 20 aprile | 26 aprile | 27 settembre | 11 novembre | 1º novembre                |  | 22 agosto / 30 agosto (Pechino) | Non svolta                             |
| 2016 | 28 febbraio | 18 aprile | 24 aprile | 25 settembre | 9 ottobre   | 6 novembre                 |  | Non svolta                      | 21 agosto / 14 agosto (Rio de Janeiro) |
| 2017 | 28 febbraio | 17 aprile | 23 aprile | 24 settembre | 8 ottobre   | 5 novembre                 |  | 6 agosto / 6 agosto (Londra)    | Non svolta                             |
| 2018 | 25 febbraio | 16 aprile | 22 aprile | 16 settembre | 7 ottobre   | 4 novembre                 |  | Non svolta                      | Non svolta                             |
| 2019 | 3 marzo     | 15 aprile | 28 aprile | 29 settembre | 13 ottobre  | 3 novembre                 |  | 6 ottobre / 28 settembre (Doha) | Non svolta                             |
| 2020 | 1º marzo    | 20 aprile | 26 aprile | 27 settembre | 11 ottobre  | 1º novembre                |  | Non svolta                      |                                        |

## Vincitori delle maratone del WMM

### Uomini
| Anno | Tokyo                          | Boston                          | Londra                         | Berlino                        | Chicago                         | New York                              | Mondiali (WCh) o Olimpiadi (OG)           |
| ---- | ------------------------------ | ------------------------------- | ------------------------------ | ------------------------------ | ------------------------------- | ------------------------------------- | ----------------------------------------- |
| 2006 | Non svolta                     | Robert Kipkoech Cheruiyot (1/5) | Felix Limo                     | Haile Gebrselassie (1/4)       | Robert Kipkoech Cheruiyot (2/5) | Marílson Gomes dos Santos (1/2)       | N/A                                       |
| 2007 | Non inclusa                    | Robert Kipkoech Cheruiyot (3/5) | Martin Lel (1/3)               | Haile Gebrselassie (2/4)       | Patrick Ivuti                   | Martin Lel (2/3)                      | Luke Kibet (Osaka) WCh                    |
| 2008 | Non inclusa                    | Robert Kipkoech Cheruiyot (4/5) | Martin Lel (3/3)               | Haile Gebrselassie (3/4)       | Evans Cheruiyot                 | Marílson Gomes dos Santos (2/2)       | Samuel Wanjiru (Pechino) OG (1/4)         |
| 2009 | Non inclusa                    | Deriba Merga                    | Samuel Wanjiru (2/4)           | Haile Gebrselassie (4/4)       | Samuel Wanjiru (3/4)            | Mebrahtom Keflezighi (1/2)            | Abel Kirui (Berlino) Wch (1/2)            |
| 2010 | Non inclusa                    | Robert Kipkoech Cheruiyot (5/5) | Tsegay Kebede (1/3)            | Patrick Makau Musyoki (1/2)    | Samuel Wanjiru (4/4)            | Gebregziabher Gebremariam             | N/A                                       |
| 2011 | Non inclusa                    | Geoffrey Mutai (1/4)            | Emmanuel Mutai                 | Patrick Makau Musyoki (2/2)    | Moses Mosop                     | Geoffrey Mutai (2/4)                  | Abel Kirui (Taegu) Wch (2/2)              |
| 2012 | Non inclusa                    | Wesley Korir                    | Wilson Kipsang Kiprotich (1/5) | Geoffrey Mutai (3/4)           | Tsegay Kebede (2/3)             | Cancellata a causa dell'Uragano Sandy | Stephen Kiprotich (Londra) OG (1/2)       |
| 2013 | Dennis Kipruto Kimetto (1/3)   | Lelisa Desisa (1/4)             | Tsegay Kebede (3/3)            | Wilson Kipsang Kiprotich (2/5) | Dennis Kipruto Kimetto (2/3)    | Geoffrey Mutai (4/4)                  | Stephen Kiprotich (Mosca) WCh (2/2)       |
| 2014 | Dickson Chumba (1/3)           | Mebrahtom Keflezighi (2/2)      | Wilson Kipsang Kiprotich (3/5) | Dennis Kipruto Kimetto (3/3)   | Eliud Kipchoge (1/9)            | Wilson Kipsang Kiprotich (4/5)        | N/A                                       |
| 2015 | Endeshaw Negesse               | Lelisa Desisa (2/4)             | Eliud Kipchoge (2/9)           | Eliud Kipchoge (3/9)           | Dickson Chumba (2/3)            | Stanley Biwott                        | Ghirmay Ghebreslassie (Pechino) WCh (2/2) |
| 2016 | Feyisa Lilesa                  | Lemi Berhanu Hayle              | Eliud Kipchoge (4/9)           | Kenenisa Bekele (1/2)          | Abel Kirui                      | Ghirmay Ghebreslassie (1/2)           | Eliud Kipchoge (Rio de Janeiro) OG (5/9)  |
| 2017 | Wilson Kipsang Kiprotich (5/5) | Geoffrey Kirui (1/2)            | Daniel Wanjiru                 | Eliud Kipchoge (6/9)           | Galen Rupp                      | Geoffrey Kamworor (1/2)               | Geoffrey Kirui (Londra) WCh (2/2)         |
| 2018 | Dickson Chumba (3/3)           | Yuki Kawauchi                   | Eliud Kipchoge (7/9)           | Eliud Kipchoge (8/9)           | Mohamed Farah                   | Lelisa Desisa (3/4)                   | N/A                                       |
| 2019 | Birhanu Legese                 | Lawrence Cherono (1/2)          | Eliud Kipchoge (9/9)           | Kenenisa Bekele (2/2)          | Lawrence Cherono (2/2)          | Geoffrey Kamworor (2/2)               | Lelisa Desisa (Doha) WCh (4/4)            |

### Donne
| Anno | Tokyo                | Boston                  | Londra                | Berlino                 | Chicago                 | New York                              | Mondiali (WCh) o Olimpiadi (OG)          |
| ---- | -------------------- | ----------------------- | --------------------- | ----------------------- | ----------------------- | ------------------------------------- | ---------------------------------------- |
| 2006 | Non svolta           | Rita Jeptoo (1/3)       | Deena Kastor          | Gete Wami (1/2)         | Berhane Adere (1/2)     | Jeļena Prokopčuka                     | N/A                                      |
| 2007 | Non inclusa          | Lidija Grigor'eva (1/2) | Zhou Chunxiu          | Gete Wami (2/2)         | Berhane Adere (2/2)     | Paula Radcliffe (1/2)                 | Catherine Ndereba (Osaka) WCh            |
| 2008 | Non inclusa          | Dire Tune               | Irina Mikitenko (1/4) | Irina Mikitenko (2/4)   | Lidija Grigor'eva (2/2) | Paula Radcliffe (2/2)                 | Constantina Tomescu (Pechino) OG         |
| 2009 | Non inclusa          | Salina Kosgei           | Irina Mikitenko (3/4) | Atsede Habtamu          | Irina Mikitenko (4/4)   | Derartu Tulu                          | Bai Xue (Berlino) WCh                    |
| 2010 | Non inclusa          | Teyba Erkesso           | Aselefech Mergia      | Aberu Kebede (1/4)      | Atsede Baysa (1/3)      | Derartu Tulu                          | N/A                                      |
| 2011 | Non inclusa          | Caroline Kilel          | Mary Keitany (1/7)    | Florence Kiplagat (1/4) | Ejegayehu Dibaba        | Edna Kiplagat (1/5)                   | Edna Kiplagat (Taegu) WCh (2/5)          |
| 2012 | Non inclusa          | Sharon Cherop           | Mary Keitany (2/7)    | Aberu Kebede (2/4)      | Atsede Baysa (2/3)      | Cancellata a causa dell'Uragano Sandy | Tiki Gelana (Londra) OG                  |
| 2013 | Aberu Kebede (3/4)   | Rita Jeptoo (2/3)       | Priscah Jeptoo (1/2)  | Florence Kiplagat (2/4) | Rita Jeptoo (3/3)       | Priscah Jeptoo (2/2)                  | Edna Kiplagat (Mosca) WCh (3/5)          |
| 2014 | Tirfi Tsegaye (1/2)  | Bizunesh Deba           | Edna Kiplagat (4/5)   | Tirfi Tsegaye (2/2)     | Mare Dibaba (1/2)       | Mary Keitany (3/7)                    | N/A                                      |
| 2015 | Birhane Dibaba (1/2) | Caroline Rotich         | Tigist Tufa           | Gladys Cherono (1/3)    | Florence Kiplagat (3/4) | Mary Keitany (4/7)                    | Mare Dibaba (Pechino) WCh (2/2)          |
| 2016 | Helah Kiprop         | Atsede Baysa (3/3)      | Jemima Sumgong (1/2)  | Aberu Kebede (4/4)      | Florence Kiplagat (4/4) | Mary Keitany (5/7)                    | Jemima Sumgong (Rio de Janeiro) OG (2/2) |
| 2017 | Sarah Chepchirchir   | Edna Kiplagat (5/5)     | Mary Keitany (6/7)    | Gladys Cherono (2/3)    | Tirunesh Dibaba         | Shalane Flanagan                      | Rose Chelimo (Londra) WCh                |
| 2018 | Birhane Dibaba (2/2) | Desiree Linden          | Vivian Cheruiyot      | Gladys Cherono (3/3)    | Brigid Kosgei (1/3)     | Mary Keitany (7/7)                    | N/A                                      |
| 2019 | Ruti Aga             | Worknesh Degefa         | Brigid Kosgei (2/3)   | Ashete Bekere           | Brigid Kosgei (3/3)     | Joyciline Jepkosgei                   | Ruth Chepngetich (Doha) WCh              |

### Uomini in sedia a rotelle
| Anno | Tokyo             | Boston           | Londra           | Berlino       | Chicago          | New York         |
| ---- | ----------------- | ---------------- | ---------------- | ------------- | ---------------- | ---------------- |
| 2016 | Non inclusa       | Marcel Hug       | Marcel Hug       | Marcel Hug    | Marcel Hug       | Marcel Hug       |
| 2017 | Sho Watanabe      | Marcel Hug       | David Weir       | Marcel Hug    | Marcel Hug       | Marcel Hug       |
| 2018 | Hiroyuki Yamamoto | Marcel Hug       | David Weir       | Brent Lakatos | Daniel Romanchuk | Daniel Romanchuk |
| 2019 | Marcel Hug        | Daniel Romanchuk | Daniel Romanchuk | Marcel Hug    | Daniel Romanchuk | Daniel Romanchuk |

### Donne in sedia a rotelle
| Anno | Tokyo          | Boston           | Londra             | Berlino       | Chicago          | New York         |
| ---- | -------------- | ---------------- | ------------------ | ------------- | ---------------- | ---------------- |
| 2016 | Non inclusa    | Tatyana McFadden | Tatyana McFadden   | Manuela Schär | Tatyana McFadden | Tatyana McFadden |
| 2017 | Amanda McGrory | Manuela Schär    | Manuela Schär      | Manuela Schär | Tatyana McFadden | Manuela Schär    |
| 2018 | Manuela Schär  | Tatyana McFadden | Madison de Rozario | Manuela Schär | Manuela Schär    | Manuela Schär    |
| 2019 | Manuela Schär  | Manuela Schär    | Manuela Schär      | Manuela Schär | Manuela Schär    | Manuela Schär    |

## Vincitori per stagione
I vincitori per stagione sono elencati di seguito.

### Vincitori maschili
| Stagione | N°   | Evento iniziale          | Evento finale             | Vincitore                 | Paese   | Punti    | Note   |
| -------- | ---- | ------------------------ | ------------------------- | ------------------------- | ------- | -------- | ------ |
| 2006-07  | I    | Maratona di Boston 2006  | Maratona di New York 2007 | Robert Kipkoech Cheruiyot | Kenya   | 80 punti | [ 5 ]  |
| 2007-08  | II   | Maratona di Boston 2007  | Maratona di New York 2008 | Martin Lel                | Kenya   | 76 punti | [ 6 ]  |
| 2008-09  | III  | Maratona di Boston 2008  | Maratona di New York 2009 | Samuel Wanjiru            | Kenya   | 80 punti | [ 7 ]  |
| 2009-10  | IV   | Maratona di Boston 2009  | Maratona di New York 2010 | Samuel Wanjiru (2)        | Kenya   | 75 punti | [ 7 ]  |
| 2010-11  | V    | Maratona di Boston 2010  | Maratona di New York 2011 | Emmanuel Mutai            | Kenya   | 70 punti | [ 8 ]  |
| 2011-12  | VI   | Maratona di Boston 2011  | Maratona di Chicago 2012  | Geoffrey Mutai            | Kenya   | 75 punti | [ 8 ]  |
| 2012-13  | VII  | Maratona di Boston 2012  | Maratona di New York 2013 | Tsegay Kebede             | Etiopia | 75 punti | [ 9 ]  |
| 2013-14  | VIII | Maratona di Tokyo 2013   | Maratona di New York 2014 | Wilson Kipsang Kiprotich  | Kenya   | 76 punti |        |
| 2014-15  | IX   | Maratona di Tokyo 2015   | Maratona di Tokyo 2016    | Eliud Kipchoge            | Kenya   | 50 punti | [ 4 ]  |
| 2016-17  | X    | Maratona di Boston 2016  | Maratona di Boston 2017   | Eliud Kipchoge (2)        | Kenya   | 50 punti | [ 4 ]  |
| 2017-18  | XI   | Maratona di Londra 2017  | Maratona di Londra 2018   | Eliud Kipchoge (3)        | Kenya   | 50 punti | [ 10 ] |
| 2018-19  | XII  | Maratona di Berlino 2018 | Maratona di Berlino 2019  | Eliud Kipchoge (4)        | Kenya   | 50 punti |        |

### Vincitrici femminili
| Stagione | N°   | Evento iniziale          | Evento finale             | Vincitrice        | Paese    | Punti    | Note                                                                                       |
| -------- | ---- | ------------------------ | ------------------------- | ----------------- | -------- | -------- | ------------------------------------------------------------------------------------------ |
| 2006-07  | I    | Maratona di Boston 2006  | Maratona di New York 2007 | Gete Wami         | Etiopia  | 80 punti |                                                                                            |
| 2007-08  | II   | Maratona di Boston 2007  | Maratona di New York 2008 | Irina Mikitenko   | Germania | 65 punti | A pari punti con Gete Wami, considerata vincitrice dal voto dei direttori di gara.         |
| 2008-09  | III  | Maratona di Boston 2008  | Maratona di New York 2009 | Irina Mikitenko   | Germania | 90 punti | [ 6 ]                                                                                      |
| 2009-10  | IV   | Maratona di Boston 2009  | Maratona di New York 2010 | Irina Mikitenko   | Germania | 55 punti | [ 6 ]                                                                                      |
| 2010-11  | V    | Maratona di Boston 2010  | Maratona di New York 2011 | Edna Kiplagat     | Kenya    | 60 punti | Premiata dopo un caso di doping riguardante la vincitrice originale (vedi note).           |
| 2011-12  | VI   | Maratona di Boston 2011  | Maratona di Chicago 2012  | Mary Keitany      | Kenya    | 65 punti | [ 8 ]                                                                                      |
| 2012-13  | VII  | Maratona di Boston 2012  | Maratona di New York 2013 | Priscah Jeptoo    | Kenya    | 75 punti | [ 9 ]                                                                                      |
| 2013-14  | VIII | Maratona di Tokyo 2013   | Maratona di New York 2014 | Edna Kiplagat (2) | Kenya    | 65 punti | Premiata dopo un caso di doping riguardante la vincitrice originale (vedi note).           |
| 2015-16  | IX   | Maratona di Tokyo 2015   | Maratona di Tokyo 2016    | Mary Keitany (2)  | Kenya    | 41 punti | A pari punti con Mare Dibaba & Helah Kiprop, vincitrice per il voto dei direttori di gara. |
| 2016-17  | X    | Maratona di Boston 2016  | Maratona di Boston 2017   | Edna Kiplagat (3) | Kenya    | 41 punti | Premiata dopo un caso di doping riguardante la vincitrice originale (vedi note).           |
| 2017-18  | XI   | Maratona di Londra 2017  | Maratona di Londra 2018   | Mary Keitany (3)  | Kenya    | 41 punti | Vincitrice grazie al miglior scontro testa a testa con Tirunesh Dibaba.                    |
| 2018-19  | XII  | Maratona di Berlino 2018 | Maratona di Berlino 2019  | Brigid Kosgei     | Kenya    | 50 punti |                                                                                            |

Note
- Lilija Šobuchova (Russia) fu la vincitrice della quarta e quinta edizione svoltasi nel 2009/10 e nel 2010/11, ma venne squalificata per doping nell'aprile 2014 e tutti i suoi risultati dal 9 ottobre 2009 furono annullati.
- Rita Jeptoo (Kenya) vinse quattro gare nella serie 2013/14, ma risultò positiva ad un test antidoping effettuato fuori dalla competizione nel settembre 2014. La sua classifica e i risultati finali della serie 2013/14 vennero determinati al termine di un processo legale e dell'esito di un appello. Il titolo dell'ottava edizione venne quindi assegnato a Edna Kiplagat.
- Edna Kiplagat (Kenya) fu insignita del titolo di campionessa della decima edizione stagione 2016/17, a seguito di un'indagine di doping e di un processo legale contro Jemima Sumgong (Kenya) che vinse due fare nel 2016, ma risultò anch'essa positiva ad un test antidoping effettuato fuori dalla competizione nel febbraio 2017.

### Vincitori su sedia a rotelle
Iniziando con la decima serie alla Maratona di Boston 2016 le competizioni in sedia a rotelle furono aggiunte sia per gli uomini che per le donne.
- 2016-17 (decima serie): Marcel Hug e Tatyana McFadden
- 2017-18 (undicesima serie): Marcel Hug e Manuela Schär
- 2018-19 (dodicesima serie): Daniel Romanchuk e Manuela Schär

## Statistiche
- Maggior numero di vittorie - 10, Eliud Kipchoge (uomini); 7, Mary Keitany (donne)
- Maggior punti in classifica - 13 Tsegay Kebede, Wilson Kipsang Kiprotich (uomini); 14, Edna Kiplagat, Mary Keitany (donne)
- Maggiori punti in carriera - 240, Eliud Kipchoge (uomini); 234 Mary Keitany (donne)
- Vincitore più giovane - 20 anni 281 giorni, Ghirmay Ghebreslassie (uomini); 20 anni 253 giorni, Bai Xue (donne)
- Atleta più giovane a punteggio - 18 anni 302 giorni, Tsegaye Mekonnen (uomini); 19 anni 233 giorni, Ayaka Fujimoto (donne)
- Vincitore più anziano - 38 anni 350 giorni, Mebrahtom Keflezighi (uomini); 38 anni 207 giorni, Constantina Diță (donne)
- Atleta più vecchio a punteggio - 41 anni 4 giorni, Ruggero Pertile (uomini); 41 anni 99 giorni, Krista DuChene (donne)
- Nazionali, maggiori successi - 52, Kenya (uomini); 35, Kenya (donne)

## Finisher a sei stelle
I finalisti a sei stelle sono maratoneti che hanno completato tutte e 6 le WMM. Nel 2016, dopo la Maratona di Tokyo è stata introdotta la medaglia di finisher a sei stelle. Nel luglio 2018 è stata lanciata la campagna "Reach for the Stars", in cui un corridore può rivendicare una stella per ogni gara del WMM completata. Il sistema permette ai corridori di creare un profilo, cercare le loro "stelle" e aggiungerle alla loro pagina.
Dopo l'undicesima edizione dell'aprile 2018, il totale certificato dei finisher a sei stelle è stato di 3 786 persone.